# Xã Happy, Quận Graham, Kansas
Xã Happy (tiếng Anh: Happy Township) là một xã thuộc quận Graham, tiểu bang Kansas, Hoa Kỳ. Năm 2010, dân số của xã này là 54 người.